# A Hard Day’s Night (альбом)
A Hard Day’s Night (с англ. — «Вечер трудного дня») — третий студийный альбом британской рок-группы The Beatles. Большинство песен альбома были написаны специально для одноимённого фильма, в котором участники группы сыграли самих себя. Связь с фильмом отображена на обложке альбома, где лица музыкантов показаны в виде кадров киноплёнки. Альбом A Hard Day’s Night стал первым альбомом Битлз, на котором не было представлено ни одной заимствованной песни — все песни были написаны Джоном Ленноном и Полом Маккартни. Альбом достиг первого места в британском национальном хит-параде и держался на вершине почти полгода.
Две песни из альбома — «A Hard Day’s Night» и «Can’t Buy Me Love» — были выпущены в Великобритании в формате синглов и также достигли первого места в хит-параде синглов (см. Дискография The Beatles).

## Об альбоме
Название фильма, альбома и заглавной песни происходит из оговорки Ринго Старра. Однажды, на выходе из студии после долгой работы, он заметил, что был довольно трудный день, произнеся это как «It’s been a hard day…», но, увидев в этот момент, что на улице давно уже темно, закончил фразу: «…’s night!» — что в совокупности по-английски получилось несколько косноязычно и поначалу рассмешило музыкантов. У Ринго часто случались подобные необычные оговорки, которые Джон Леннон всегда записывал; в частности, данную он использовал в своей книге In His Own Write. Однажды режиссёр Дик Лестер предложил использовать эту оговорку в качестве названия фильма, и на следующее утро Джон Леннон пришёл в студию с черновым вариантом песни, которая начиналась с «It’s been a hard day’s night…». Песня была быстро доработана Ленноном и Маккартни, и стала заглавной для фильма и альбома.

## Список композиций
Слова и музыка всех песен — написаны Джоном Ленноном и Полом Маккартни.
| №  | Название                           | Вокал              | Длительность |
| -- | ---------------------------------- | ------------------ | ------------ |
| 1. | «A Hard Day’s Night»               | Леннон и Маккартни | 2:33         |
| 2. | «I Should Have Known Better»       | Леннон             | 2:39         |
| 3. | «If I Fell»                        | Леннон и Маккартни | 2:18         |
| 4. | «I’m Happy Just to Dance with You» | Харрисон           | 2:00         |
| 5. | «And I Love Her»                   | Маккартни          | 2:29         |
| 6. | «Tell Me Why»                      | Леннон             | 2:09         |
| 7. | «Can’t Buy Me Love»                | Маккартни          | 2:15         |

| №  | Название               | Вокал     | Длительность |
| -- | ---------------------- | --------- | ------------ |
| 1. | «Any Time at All»      | Леннон    | 2:11         |
| 2. | «I’ll Cry Instead»     | Леннон    | 1:43         |
| 3. | «Things We Said Today» | Маккартни | 2:35         |
| 4. | «When I Get Home»      | Леннон    | 2:17         |
| 5. | «You Can’t Do That»    | Леннон    | 2:33         |
| 6. | «I’ll Be Back»         | Леннон    | 2:24         |

## Американская версия
Американская версия альбома была выпущена 26 июня 1964 года лейблом United Artists Records в моно- (UAL-3366) и стерео- (UAS-6366) вариантах. Альбом включал в себя семь песен из саундтрека фильма: «A Hard Day’s Night», «Tell Me Why», «I’m Happy Just to Dance With You», «I Should Have Known Better», «If I Fell», «And I Love Her» и «Can’t Buy Me Love». Также была добавлена песня «I’ll Cry Instead», которая хотя первоначально и присутствовала в саундтреке фильма, но была вырезана оттуда в последнюю минуту. В американскую версию альбома были также включены четыре инструментальных версии песен Леннона и Маккартни, записанных оркестром под управлением Джорджа Мартина: «I Should Have Known Better», «And I Love Her», «Ringo’s Theme (This Boy)» и «A Hard Day’s Night». Как и в альбомах, изданных Vee-Jay и Capitol в 1964 году, есть некоторые различия в наклейках на диск («пятаках») у альбома, выпущенного United Artists: на части тиража неверно написаны названия двух песен — «Tell Me Why» написано как «Tell Me Who», а «I’ll Cry Instead» как «I Cry Instead».
Альбом занял 1-ю позицию в чарте Billboard 200 album chart и занимал её 14 недель − дольше любого альбома этого года.

### Список композиций
Слова и музыка всех песен — написаны Джоном Ленноном и Полом Маккартни.
| №  | Название                           | Вокал                                    | Длительность |
| -- | ---------------------------------- | ---------------------------------------- | ------------ |
| 1. | «A Hard Day’s Night»               | Леннон и Маккартни                       | 2:33         |
| 2. | «Tell Me Why»                      | Леннон                                   | 2:10         |
| 3. | «I’ll Cry Instead»                 | Леннон                                   | 2:06         |
| 4. | «I Should Have Known Better»       | инструментальная, оркестр Джордж Мартина | 2:10         |
| 5. | «I’m Happy Just to Dance with You» | Харрисон                                 | 2:00         |
| 6. | «And I Love Her»                   | инструментальная, оркестр Джордж Мартина | 3:46         |

| №  | Название                     | Вокал                                    | Длительность |
| -- | ---------------------------- | ---------------------------------------- | ------------ |
| 1. | «I Should Have Known Better» | Леннон                                   | 2:39         |
| 2. | «If I Fell»                  | Леннон и Маккартни                       | 2:18         |
| 3. | «And I Love Her»             | Маккартни                                | 2:29         |
| 4. | «Ringo’s Theme (This Boy)»   | инструментальная, оркестр Джордж Мартина | 3:10         |
| 5. | «Can’t Buy Me Love»          | Маккартни                                | 2:15         |
| 6. | «A Hard Day’s Night»         | инструментальная, оркестр Джордж Мартина | 2:06         |

## Советская версия
В 1986 году пластинка была выпущена в Советском Союзе фирмой «Мелодия» под названием «Вечер трудного дня». В этой версии альбома отсутствовала песня «When I Get Home», так как права на переиздание полного альбома стоили дороже. Версия «I Should Have Known Better» в стерео и моно немного отличаются. В США (United Artists/Capitol) стереоверсия этой песни была смикширована из моно. В СССР эта песня выходила на миньоне в моно (1 сторона) «Любовь нельзя купить», «Серебряный молоток»; (сторона 2) «Мадонна», «Я должен знать лучше». Песня «Я должен знать лучше» была выпущена там из британского стереоварианта. Названия группы не было указано. Под названием песен были указаны авторы (Дж. Леннон и П. Маккартни) «Вокально-инструментальный ансамбль».

### Список композиций
| №  | Название                           | Автор(ы)           | Длительность |
| -- | ---------------------------------- | ------------------ | ------------ |
| 1. | «Вечер трудного дня»               | Леннон и Маккартни | 2:33         |
| 2. | «Мне стоило знать»                 | Леннон и Маккартни | 2:48         |
| 3. | «Если я полюблю»                   | Леннон и Маккартни | 2:23         |
| 4. | «Как счастлив я танцевать с тобой» | Леннон и Маккартни | 2:00         |
| 5. | «Я люблю её»                       | Леннон и Маккартни | 2:29         |
| 6. | «Скажи мне, почему»                | Леннон и Маккартни | 2:05         |
| 7. | «Любовь не купишь»                 | Леннон и Маккартни | 2:15         |

| №  | Название                     | Автор(ы)           | Длительность |
| -- | ---------------------------- | ------------------ | ------------ |
| 1. | «Когда угодно»               | Леннон и Маккартни | 2:18         |
| 2. | «Я буду рыдать»              | Леннон и Маккартни | 1:49         |
| 3. | «Слова, что сказаны сегодня» | Леннон и Маккартни | 2:39         |
| 4. | «Не смей!»                   | Леннон и Маккартни | 2:40         |
| 5. | «Я вернусь»                  | Леннон и Маккартни | 2:25         |

### Чарты и сертификации
| Чарт (1964)         | Высшая позиция |
| ------------------- | -------------- |
| США (Billboard 200) | 1              |

| Регион                                                      | Сертификация  | Продажи    |
| ----------------------------------------------------------- | ------------- | ---------- |
| Канада (Music Canada)                                       | Платиновый    | 100 000^   |
| США (RIAA)                                                  | 4× Платиновый | 4 000 000^ |
| ^ Данные о тиражах приведены только на основе сертификации. |               |            |

## Участники записи
(Информация из: Марк Льюисон, «Сессии звукозаписи The Beatles»)
- Джон Леннон — вокал, бэк-вокал; ритм-гитара и акустическая гитара; губная гармошка; соло-гитара в «You Can’t Do That»; пианино в «Things We Said Today» (вырезано в процессе микширования, но слышно на записи), тамбурин
- Пол Маккартни — вокал, бэк-вокал; бас-гитара и пианино; акустическая гитара в песне «I’ll Be Back»
- Джордж Харрисон — соло-гитара (шести- и двенадцатиструнная гитары); акустическая и классическая гитары; бэк-вокал; ведущий вокалист на треке «I’m Happy Just to Dance with You»;  клаве в «And I Love Her»
- Ринго Старр — ударные, ковбелл, маракас и бубен

Приглашённый музыкант
- Джордж Мартин — пианино